# Listă de mărci de mașini de cusut
Aceasta este o listă cu mărci și companii notabile de mașini de cusut. O mașină de cusut este o mașină folosită pentru a coase țesături și alte materiale împreună cu ața.[1] Mașinile de cusut au fost inventate în timpul primei revoluții industriale pentru a reduce cantitatea de muncă manuală de cusut efectuată în companiile de îmbrăcăminte.[2]
Principalii producători casnici sunt Baby Lock, Bernina (bernette),[3] Brother, Janome (Elna), Juki, SVP Worldwide (Singer, Husqvarna Viking, Pfaff) și Aisin Seiki,[4] o companie Toyota Group.

#### Mărci și companii active de mașini de cusut
- Baby Lock – o marcă Tacony.
- Bernina – producător internațional de proprietate privată de sisteme de cusut, șergeri și broderie. Compania a fost fondată în 1893 în Steckborn, Elveția, de către un inventator elvețian Fritz Gegauf.
- bernette [3] – un brand al BERNINA Textile Group.
- Brother – Companie de mașini de cusut din Japonia. În 1908, a înființat Yasui Sewing Machine Co. pentru serviciul de reparații de mașini de cusut, predecesorul BROTHER INDUSTRIES, LTD., în Nagoya. Primul produs comercializat sub marca Brother a fost lansat în 1928, conceput pentru realizarea pălăriilor de paie. A reușit să producă în masă mașini de cusut pentru casă în 1932. A lansat S-7300A NEXIO[5] primul sistem electronic de alimentare din lume în 2015. Brother Industries dezvoltă și vinde, de asemenea, imprimante pentru articole de îmbrăcăminte (imprimante utilizate pentru imprimarea articolelor de îmbrăcăminte și țesături).
- Feiyue Group - companie chineză.
- Janome
- Elna – producător elvețian de mașini de cusut.[6][7][8][9] Elna a început operațiunile în anii 1940.[7] La sfârșitul anilor 1940 și 1950, a apărut o cerere crescută de mașini de cusut în Statele Unite, iar mașinile Elna au fost importate în SUA, precum și alte mașini de cusut de la companii din Germania, Italia, Elveția și Suedia.[10]
- Juki
- Compania de mașini de cusut Merrow
- Necchi [it], producător italian de mașini de cusut
- PFAFF Industrial
- Sailrite, producător american de mașini de cusut industriale pentru pânză și piele. Două modele, Fabricator și Ultrafeed LS și LSZ-1.
- SVP Worldwide (Singer Viking PFAFF) – companie globală cu următoarele mărci:
- Singer Corporation – producător american de mașini de cusut, înființat pentru prima dată ca I. M. Singer & Co. în 1851 de Isaac Merritt Singer împreună cu avocatul din New York Edward Clark.
- Grupul VSM – (Mașini de cusut Viking), denumit anterior Husqvarna Sewing Machines
- PFAFF Gospodărie
- Toyota Home Sewing[4] – Aisin Seiki
- Union Special – Companie americană de mașini de cusut industriale cu sediul în Huntley, Illinois[11]

#### Mărci și companii de mașini de cusut defuncte
- Compania americană de mașini de cusut[12]
- Compania de mașini de cusut Davis
- Domestic Sewing Machine Company, achiziționată ulterior de White Sewing Machine Company
- Jennie June – produs de June Manufacturing Company, care a fost fondată în 1879.
- Compania de mașini de cusut Jones
- Kimball și Morton din Glasgow – fost producător de mașini de cusut pentru uz casnic și industrial cu sediul în Glasgow, Scoția, care a fost activ între 1867 și 1955.[13]
- Mașină de cusut Leader
- National Sewing Machine Company – fost producător din Belvidere, Illinois, fondat la sfârșitul secolului al XIX-lea, producea mașini de cusut și alte produse.
- Casă nouă, achiziționată de Janome în 1960[14] și folosită ca insignă pentru propriile mașini
- Sewmor
- Compania de producție Taft-Peirce
- Tikkakoski
- Compania de mașini de cusut alb

#### Vezi si
- Glosar de termeni de cusut
- Liste de mărci
- Lista cusăturilor de cusut
- Barthélemy Thimonnier - un inventator francez căruia i se atribuie invenția primei mașini de cusut care a replicat cusutul manual
- Producatori de masini textile
- Producători de mașini textile în limba germană-wiki/textil-maschinen-bau-unter-nehmen
- imprimare-digitală-textilă